# Glen Elder (Kansas)
Glen Elder es una ciudad ubicada en el de condado de Mitchell en el estado estadounidense de Kansas. En el año 2010 tenía una población de 445 habitantes y una densidad poblacional de 445 personas por km².

## Geografía
Glen Elder se encuentra ubicada en las coordenadas 39°29′59″N 98°18′27″O / 39.499714, -98.307509 (39.499714, -98.307509).

## Demografía
Según la Oficina del Censo en 2000 los ingresos medios por hogar en la localidad eran de $26,000 y los ingresos medios por familia eran $32,361. Los hombres tenían unos ingresos medios de $21,528 frente a los $18,125 para las mujeres. La renta per cápita para la localidad era de $20,169. Alrededor del 9.9% de la población estaban por debajo del umbral de pobreza.